# Sea Venture
La Sea Venture è stata una nave britannica del XVII secolo, il cui naufragio in Bermuda sembra abbia ispirato a Shakespeare la scrittura de La tempesta. Essa era la nave ammiraglia della Virginia Company, ed aveva caratteristiche non comuni per i suoi tempi.

## Virginia Company
La Virginia Company fu una società per azioni inglese autorizzata da Giacomo I il 10 aprile 1606 con lo scopo di realizzare degli insediamenti sulle coste del Nord America. Le due compagnie, chiamate "Virginia Company of London" (o London Company) e "Virginia Company of Plymouth" (o Plymouth Company) operarono con la stessa autorizzazione ma in differenti territori. Venne creata poi un'area di sovrapposizione fra le due concessioni. Nell'area di sovrapposizione non era consentita la realizzazione di colonie che fossero distanti fra loro meno di 1.600 chilometri. La Plymouth Company non sfruttò mai l'autorizzazione, ed i suoi territori, che successivamente divennero New England, vennero successivamente rivendicati dalla Francia.
La Company si diedero un consiglio locale ma rimasero sotto il controllo del re d'Inghilterra attraverso il Council of Virginia.

### Plymouth Company
La Plymouth Company ebbe la concessione di creare degli insediamenti stabili fra il 38º ed il 45º parallelo (circa fra la parte nord della Chesapeake Bay e l'attuale confine fra Stati Uniti e Canada).
Il 13 agosto 1607, la Plymouth Company fondò la Popham Colony lungo il Kennebec River, nell'attuale Maine. Essa venne però abbandonata circa un anno dopo, e la Plymouth Company divenne inattiva.
Nella zona si stabilirono poi i padri pellegrini che giunsero a bordo del Mayflower, e che stabilirono un insediamento permanente a Plymouth nel 1620 in quello che è ora il New England.

### London Company

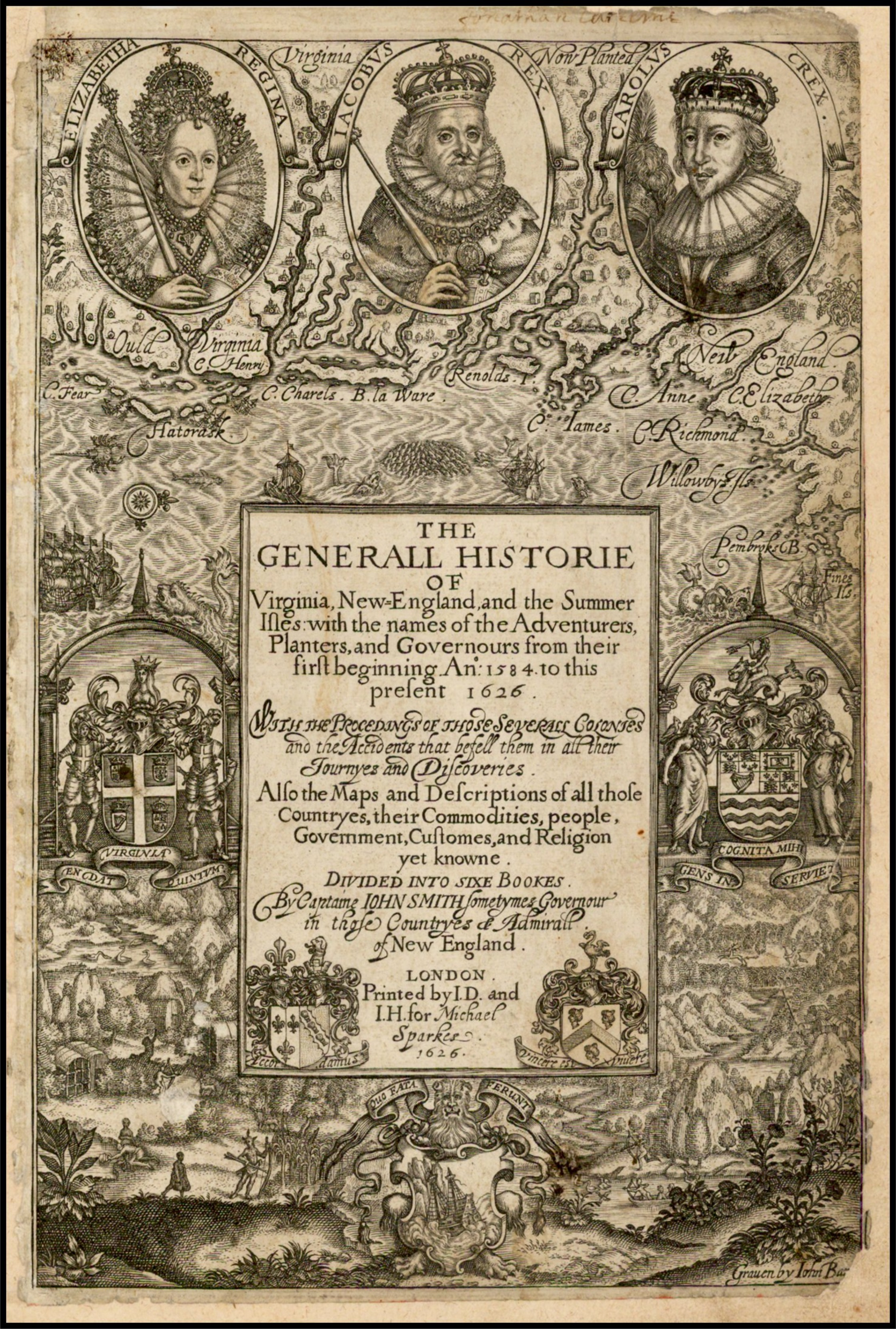
"The Generall Historie of Virginia, New-England, and the Summer Isles", di John Smith.

Secondo i termini dell'autorizzazione reale, alla London Company venne concesso di creare una colonia di 160 km² fra il 34º ed il 41º parallelo (approssimativamente fra Cape Fear e Long Island Sound), con la concessione di una larga zona dell'Oceano Atlantico e del Canada.
Il 14 maggio 1607, la London Company fondò Jamestown circa 60 chilometri all'interno del fiume James, il maggior affluente della Chesapeake Bay oggi Virginia. La vita dell'insediamento di Jamestown fu molto difficile per i primi cinque anni. Il presidente del terzo Jamestown Council, Capitano John Smith, fu un capo energico ed un buon diplomatico e fu capace di creare buone relazioni con i nativi americani.
Nel 1609, una nuova autorizzazione garantì alla London Company di annettersi i territori lasciati liberi dalla Plymouth Company. Nel 1609, venne organizzata una grande missione di rifornimento della colonia. Venne messa in servizio in gran fretta, senza le consuete prove in mare, una nave costruita per fare la spola fra le due sponde dell'Atlantico, la Sea Venture, che divenne l'ammiraglia della flotta di nove navi, e che con a bordo personalità, merci e rifornimenti, fece il suo viaggio inaugurale nel nuovo mondo. Fra le personalità a bordo della nave vi erano l'ammiraglio George Somers, il vice ammiraglio Christopher Newport, il nuovo governatore della Colonia della Virginia Sir Thomas Gates, William Strachey ed il commerciante John Rolfe con la moglie incinta.
A seguito dell'inadeguatezza della sua flotta rispetto alle nuove incombenze di trasporto transatlantiche, la Company decise di costruire la Sea Venture, una nave costruita apposta per il trasporto degli emigranti. Essa aveva un dislocamento di 300 tonnellate e costò 1.500 sterline. Era molto diversa dalle altre navi dell'epoca, specialmente per gli allestimenti interni che prevedevano di ospitare circa 150 passeggeri. I cannoni erano piazzati sul ponte principale anziché su quello inferiore come era usanza dell'epoca. Questo fece sì che non avesse un doppio fasciame ed essa fu la prima nave mercantile armata con singolo fasciame. La stiva venne foderata e attrezzata per contenere i passeggeri. Venne armata con 24 cannoni. Venne varata nel 1609, ed il suo primo viaggio verso Jamestown non riuscì ad essere completato.
Il 2 giugno 1609, la Sea Venture partì da Plymouth come nave ammiraglia di una flotta di sette navi più due destinate alla colonia di Jamestown. Il convoglio era il terzo rifornimento destinato alla Virginia e portava tra 500 e 600 coloni. Il 24 luglio, la flotta incappò in una tempesta tropicale, simile ad un uragano, e le navi si dispersero. La Sea Venture lottò nella tempesta per tre giorni. Navi della sua stazza avevano resistito a tempeste del genere ma la Sea Venture aveva evidentemente dei problemi non avendo potuto subire un collaudo preventivo. Il calafataggio non era stato evidentemente eseguito a regola d'arte e l'imbarcazione incominciò ad imbarcare acqua. I passeggeri tentarono di turare le falle con le loro mani ma l'acqua continuava ad entrare nella stiva. I cannoni vennero gettati in mare per alleggerire la nave ma ciò non fu sufficiente. L'ammiraglio Sir George Somers, che aveva condotto personalmente la nave, quando la mattina del 25 luglio intravide all'orizzonte una lingua di terra, vi si diresse deliberatamente per far incagliare la nave. Ciò consentì a tutti i 150 passeggeri di mettersi in salvo ma la nave andò distrutta.
La nave era giunta sull'isola Saint George dell'arcipelago delle Bermuda. L'arcipelago venne denominato "The Somers Isles" dal nome dell'ammiraglio Somers, ed oggi è conosciuto come Bermuda. Utilizzando materiale della Sea Venture, i sopravvissuti costruirono due navi più piccole, Deliverance e Patience. Dieci mesi più tardi continuarono il loro viaggio verso Jamestown, lasciando diversi uomini sull'arcipelago per prenderne possesso. Arrivati a Jamestown il 23 maggio 1610, trovarono che l'80% dei 600 coloni erano morti di stenti e di malaria che infestava le zone acquitrinose dell'insediamento. I superstiti delle Bermuda erano riusciti a trovare una colonia prospera a Jamestown ed avevano portato una piccola quantità di cibo con loro. I coloni di Jamestown si salvarono soltanto con l'arrivo di una missione di rifornimenti capeggiata da Thomas West, III barone De La Warr, meglio noto come "Lord Delaware", meno di tre settimane dopo.

Stemma della Virginia Company

Nel 1612, la concessione della London Company venne ufficialmente estesa alle Somers Isles quali possedimenti della Colonia della Virginia. Nel 1615, però, le isole passarono ad un'altra compagnia, la Somers Isles Company, formata dagli stessi azionisti della London Company.
Con grande disappunto dei suoi investitori, la Virginia Company of London non riuscì a trovare oro o argento in Virginia. Comunque, realizzò commerci di vario tipo ed in particolare quando John Rolfe introdusse diverse nuove varietà di tabacco dai Caraibi (oltre a quelle native della Virginia). Le nuove varietà di Rolfe portarono ad un grande incremento delle esportazioni per la London Company e le altre colonie inglesi, ed aiutarono il deficit commerciale con la Spagna.

## Curiosità
Sullo stemma, presente anche nella bandiera di Bermuda, è raffigurato un leone rosso che stringe un'effigie rappresentante il naufragio della Sea Venture, nonostante nella scena rappresentata lo scoglio contro cui la nave urtò è emergente e non sommerso, come avvenne in realtà.